# 冰川徒步

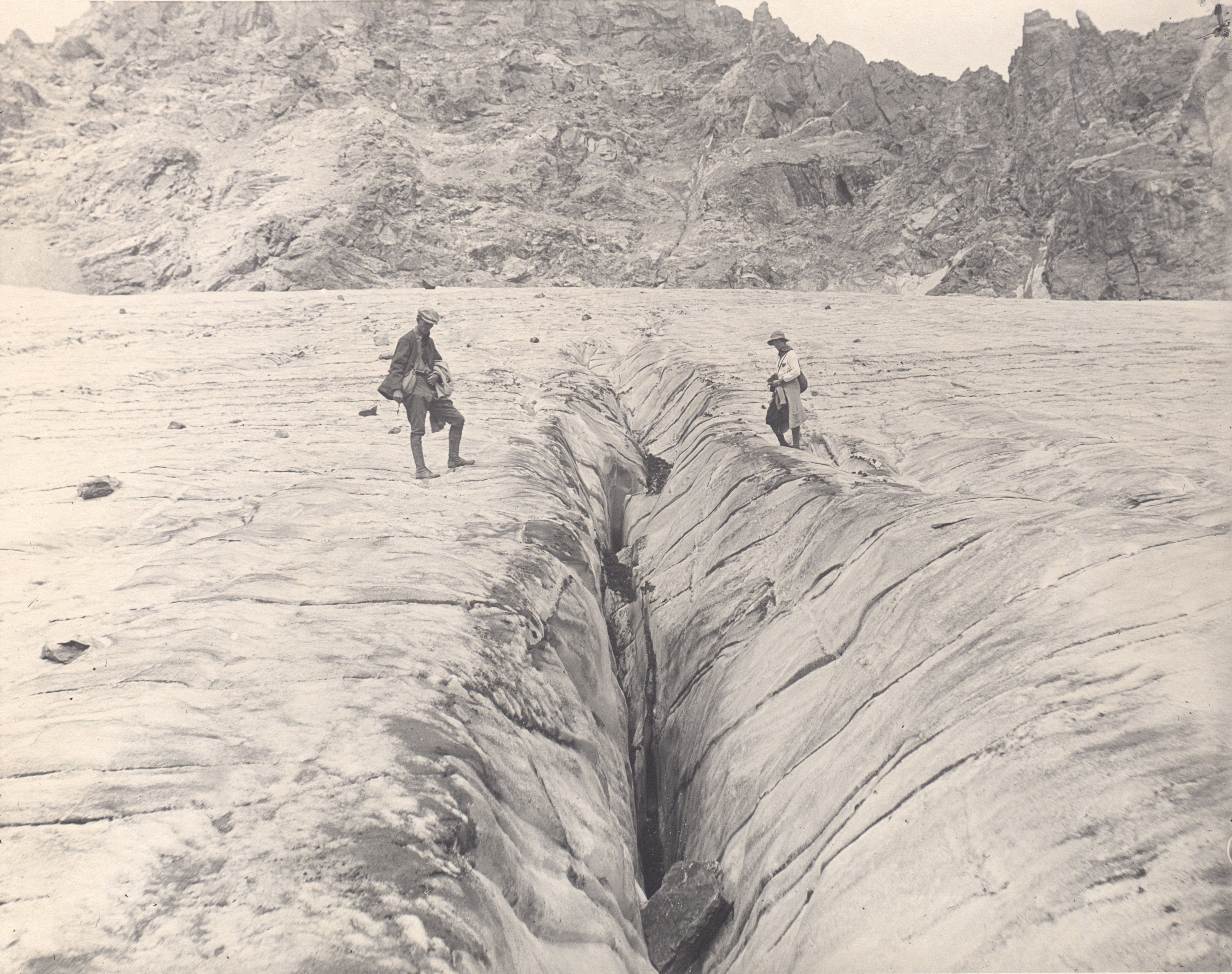

冰川徒步是指人們在冰川上步行以及遠足。冰川徒步時需要用到特殊装备，如冰爪、绳索、登山安全带、头盔和冰镐，因此在某种程度上有點类似于登山运动。